# New Beginning (Tracy Chapman)
New Beginning è il quarto album di Tracy Chapman, pubblicato nel 1995.

## Tracce
1. Heaven's Here On Earth – 5:24
2. New Beginning – 5:33
3. Smoke and Ashes – 6:40
4. Cold Feet – 5:41
5. At This Point in My Life – 5:09
6. The Promise – 5:28
7. The Rape of the World – 7:11
8. Tell It Like It Is – 6:05
9. Give Me One Reason – 4:32
10. Remember The Tinman – 5:45
11. I'm Ready – 7:09